# نانینگتون
نانینگتون (به انگلیسی: Nonington) یک روستا و محله مدنی در بریتانیا است که در Dover واقع شده‌است. نانینگتون ۹۰۶ نفر جمعیت دارد.